# Inflacja w Polsce
Inflacja w Polsce – proces wzrostu cen w gospodarce polskiej. Jest mierzona przez GUS i prezentowana w formie wskaźników cen. Inflacja najczęściej jest rozumiana jako średnie zmiany cen konsumpcyjnych towarów i usług nabywanych przez przeciętne gospodarstwo domowe.
Za utrzymanie inflacji w Polsce na optymalnym poziomie odpowiada Narodowy Bank Polski, zaś przepisy ustawy o NBP mówią, że „podstawowym celem działalności NBP jest utrzymanie stabilnego poziomu cen, przy jednoczesnym wspieraniu polityki gospodarczej Rządu, o ile nie ogranicza to podstawowego celu NBP”.
Zgodnie z opracowaną przez Radę Polityki Pieniężnej Strategią Polityki Pieniężnej po 2003 roku, celem NBP jest ustabilizowanie inflacji na poziomie 2,5 proc. z dopuszczalnym przedziałem wahań +/− 1 punkt procentowy. Jest to w ocenie RPP optymalny poziom inflacji dla rozwoju gospodarczego i społecznego Polski.

## Metodyka
Bieżące dane na temat stopy inflacji w Polsce podaje Główny Urząd Statystyczny w ujęciu rocznym, półrocznym, kwartalnym oraz miesięcznym. Wskaźniki te są obliczane na podstawie:
- badania cen towarów i usług konsumpcyjnych na rynku detalicznym,
- badania budżetów gospodarstw domowych, dostarczającego danych o przeciętnych wydatkach na towary i usługi konsumpcyjne; dane te wykorzystywane są do opracowania systemu wag, tzw. koszyka inflacyjnego[8].

Koszyk inflacyjny miał w 2021 roku następujący skład:
| Pozycja                                                    | Waga w koszyku inflacyjnym (%) |
| ---------------------------------------------------------- | ------------------------------ |
| Żywność i napoje bezalkoholowe                             | 27,77                          |
| Napoje alkoholowe i wyroby tytoniowe                       | 6,91                           |
| Odzież i obuwie                                            | 4,21                           |
| Użytkowanie mieszkania lub domu i nośniki energii          | 19,14                          |
| Wyposażenie mieszkania i prowadzenie gospodarstwa domowego | 5,83                           |
| Zdrowie                                                    | 5,39                           |
| Transport                                                  | 8,88                           |
| Łączność                                                   | 5,00                           |
| Rekreacja i kultura                                        | 5,78                           |
| Edukacja                                                   | 1,02                           |
| Restauracje i hotele                                       | 4,56                           |
| Inne towary i usługi                                       | 5,51                           |

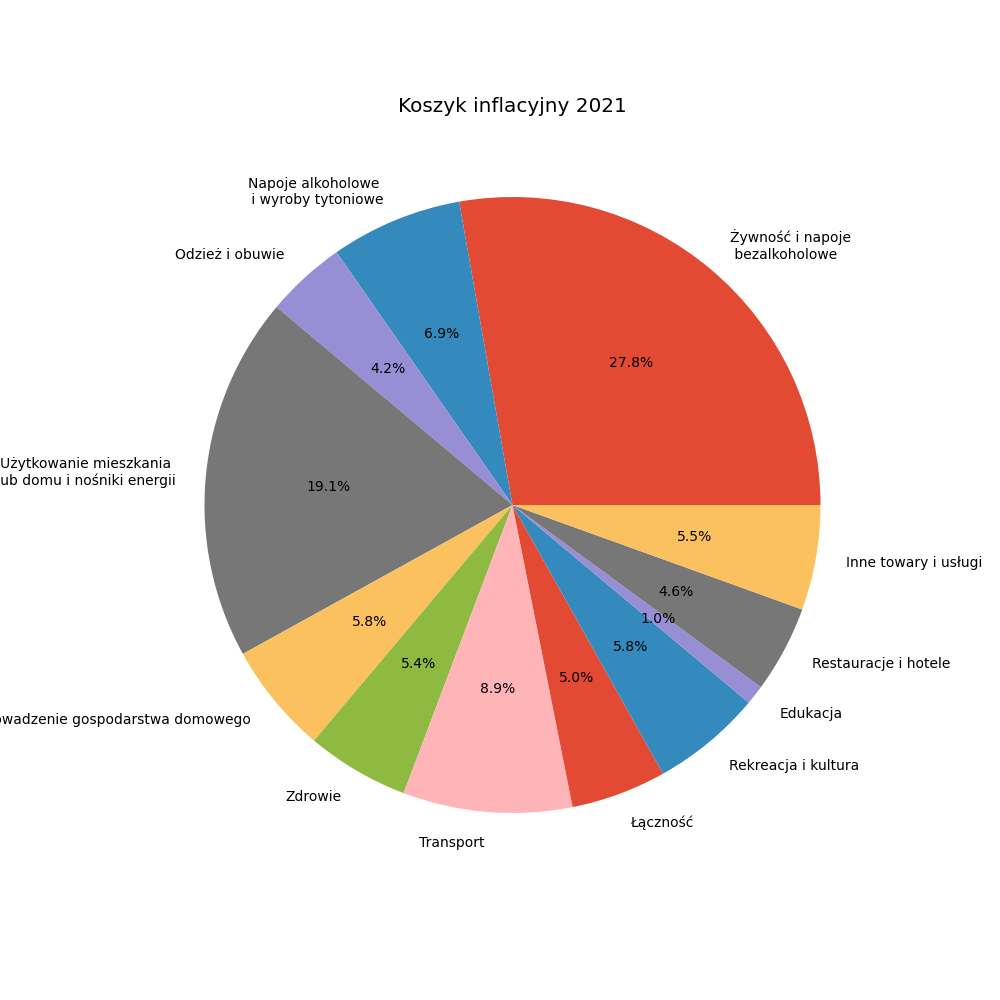
Koszyk inflacyjny w 2021

W pierwszej kolejności GUS oblicza, jak zmieniły się ceny w danej kategorii. Następnie na tej podstawie oblicza zagregowany wskaźnik inflacji biorąc pod uwagę system wag z koszyka inflacyjnego. Na przykład gdy ceny żywności i napojów stanowią 27% koszyka i ceny żywności wzrosną o 10%, to jeśli wszystkie inne ceny pozostaną bez zmian, wskaźnik inflacji wyniesie 2,7%. W związku z tym, że wagi poszczególnych pozycji w koszyku zmieniają się z roku na rok, wpływ poszczególnych pozycji na wskaźnik również się zmienia.

## Historia
Historia przeciwdziałania hiperinflacji w Polsce ma dwa szczególne momenty, w których gospodarka kraju znalazła się przez nią na skraju bankructwa. Było to na początku lat 20. XX wieku oraz w latach 1989–1990.
W lipcu 2014, po raz pierwszy od czasu transformacji systemowej, Główny Urząd Statystyczny odnotował deflację – wskaźnik cen towarów i usług konsumpcyjnych spadł o 0,2%, licząc rok do roku.
Roczne wskaźniki cen towarów i usług konsumpcyjnych od roku 1917 w ujęciu procentowym:
| 1917 | 5,3%   |
| 1918 | 6,8%   |
| 1919 | 211,2% |

| 1920 | 831,1%  |
| 1921 | 606,6%  |
| 1922 | 238,9%  |
| 1923 | 5601,0% |
| 1924 | 3580,1% |
| 1925 | 16,1%   |
| 1926 | 20,8%   |
| 1927 | 14,9%   |
| 1928 | 0,0%    |
| 1929 | 0,0%    |

| 1930 | −8,0%  |
| 1931 | −9,8%  |
| 1932 | −9,6%  |
| 1933 | −10,7% |
| 1934 | −6,0%  |
| 1935 | −4,8%  |
| 1936 | −3,3%  |
| 1937 | 6,9%   |
| 1938 | −1,6%  |
| 1939 | 118,7% |

| 1940 | 235,7% |
| 1941 | 194,4% |
| 1942 | 91,5%  |
| 1943 | 50,5%  |
| 1944 | 4,2%   |
| 1945 | 101,9% |
| 1946 | 9,6%   |
| 1947 | 38,1%  |
| 1948 | 3,7%   |
| 1949 | 4,3%   |

| 1950 | 7,5%  |
| 1951 | 9,6%  |
| 1952 | 14,4% |
| 1953 | 41,9% |
| 1954 | −6,3% |
| 1955 | −2,4% |
| 1956 | −1,0% |
| 1957 | 5,4%  |
| 1958 | 2,7%  |
| 1959 | 1,1%  |

| 1960 | 1,8% |
| 1961 | 0,7% |
| 1962 | 2,5% |
| 1963 | 0,8% |
| 1964 | 1,2% |
| 1965 | 0,9% |
| 1966 | 1,2% |
| 1967 | 1,5% |
| 1968 | 1,6% |
| 1969 | 1,4% |

| 1970 | 1,1%  |
| 1971 | −0,1% |
| 1972 | 0,0%  |
| 1973 | 2,8%  |
| 1974 | 7,1%  |
| 1975 | 3,0%  |
| 1976 | 4,4%  |
| 1977 | 4,9%  |
| 1978 | 8,1%  |
| 1979 | 7,0%  |

| 1980 | 9,4%   |
| 1981 | 21,2%  |
| 1982 | 100,8% |
| 1983 | 22,1%  |
| 1984 | 15,0%  |
| 1985 | 15,1%  |
| 1986 | 17,7%  |
| 1987 | 25,2%  |
| 1988 | 60,2%  |
| 1989 | 251,1% |

| 1990 | 585,8% |
| 1991 | 70,3%  |
| 1992 | 43,0%  |
| 1993 | 35,3%  |
| 1994 | 32,2%  |
| 1995 | 27,8%  |
| 1996 | 19,9%  |
| 1997 | 14,9%  |
| 1998 | 11,8%  |
| 1999 | 7,3%   |

| 2000 | 10,1% |
| 2001 | 5,5%  |
| 2002 | 1,9%  |
| 2003 | 0,8%  |
| 2004 | 3,5%  |
| 2005 | 2,1%  |
| 2006 | 1,0%  |
| 2007 | 2,5%  |
| 2008 | 4,2%  |
| 2009 | 3,5%  |

| 2010 | 2,6%  |
| 2011 | 4,3%  |
| 2012 | 3,7%  |
| 2013 | 0,9%  |
| 2014 | 0,0%  |
| 2015 | −0,9% |
| 2016 | −0,6% |
| 2017 | 2,0%  |
| 2018 | 1,6%  |
| 2019 | 2,3%  |

| 2020 | 3,4%  |
| 2021 | 5,1%  |
| 2022 | 14,4% |
| 2023 | 11,4% |
| 2024 | 3,6 % |